# Bretagne Classic 2016
La 80e édition de la Bretagne Classic a lieu le 28 août 2016. Cette épreuve fait partie de l'UCI World Tour 2016.
C'est la première édition qui se court sur cette appellation puisque, jusqu'en 2015, elle se nommait le Grand Prix de Plouay.

## Présentation

### Parcours
Pour la première fois, le parcours en circuit est remplacé par une course en ligne de 233 km suivi d'un tour de 14 km, soit un total de 247 km.
Le départ et l'arrivée ont toujours lieu sur le boulevard des championnats du monde 2000 à Plouay. Les coureurs empruntent la côte du Lézot, où a lieu le départ réel, avant de prendre la direction du nord du Morbihan. Après avoir traversé Le Croisty, ils passent tout proches de Plouray, puis empruntent le département des Côtes-d'Armor à travers les villes de Maël-Carhaix et Carnoët.
Par la suite, le tracé arrive dans le Finistère avec un passage à Carhaix-Plouguer, Huelgoat, dans les Monts d'Arrée, puis à Châteauneuf-du-Faou. La course revient dans le Morbihan par les communes de Roudouallec et du Faouët. Les cyclistes s'engagent alors dans la partie finale avec un premier passage sur la ligne d'arrivée.
L'épreuve se finit par le circuit de 14 km des Championnats du monde 2000 qui emprunte la côte du Lézot, le Pont-Neuf avant d'escalader le Minojenn du Calvaire et la côte de Ty Marrec, située à seulement 4 km de l'arrivée.

### Équipes
Vingt-cinq équipes participent à cette épreuve (dix-huit WorldTeams et sept équipes continentales professionnelles) :
| UCI WorldTeams     | UCI WorldTeams | UCI WorldTeams |
| Nom de l'équipe    | Pays           | Code           |
| ------------------ | -------------- | -------------- |
| AG2R La Mondiale   | France         | ALM            |
| Astana             | Kazakhstan     | AST            |
| BMC Racing         | États-Unis     | BMC            |
| Cannondale-Drapac  | États-Unis     | CDT            |
| Dimension Data     | Afrique du Sud | DDD            |
| Etixx-Quick Step   | Belgique       | EQS            |
| FDJ                | France         | FDJ            |
| Giant-Alpecin      | Allemagne      | TGA            |
| IAM                | Suisse         | IAM            |
| Katusha            | Russie         | KAT            |
| Lampre-Merida      | Italie         | LAM            |
| Lotto NL-Jumbo     | Pays-Bas       | TLJ            |
| Lotto-Soudal       | Belgique       | LTS            |
| Movistar           | Espagne        | MOV            |
| Orica-BikeExchange | Australie      | OBE            |
| Sky                | Royaume-Uni    | SKY            |
| Tinkoff            | Russie         | TNK            |
| Trek-Segafredo     | États-Unis     | TFS            |

| Équipes continentales professionnelles | Équipes continentales professionnelles | Équipes continentales professionnelles |
| Nom de l'équipe                        | Pays                                   | Code                                   |
| -------------------------------------- | -------------------------------------- | -------------------------------------- |
| Bardiani CSF                           | Italie                                 | BAR                                    |
| CCC Sprandi Polkowice                  | Pologne                                | CCC                                    |
| Cofidis                                | France                                 | COF                                    |
| Delko-Marseille Provence-KTM           | France                                 | DMP                                    |
| Direct Énergie                         | France                                 | DEN                                    |
| Fortuneo-Vital Concept                 | France                                 | FVC                                    |
| Wanty-Groupe Gobert                    | Belgique                               | WGG                                    |

### Favoris
Le tenant du titre Alexander Kristoff est présent pour garder son bien. On note aussi la présence du champion olympique sur route Greg Van Avermaet et le champion du monde Peter Sagan, une semaine après avoir participé à l'épreuve de VTT aux JO. Les spécialistes misent une pièce également sur Tom Boonen, Rui Costa, Edvald Boasson Hagen et les sprinteurs français tels que Arnaud Démare, Bryan Coquard et Nacer Bouhanni.

## Récit de la course
Dès les premiers kilomètres, huit hommes accélèrent et forment l'échappée du jour: Alexandre Pichot (Direct Energie), Damien Gaudin (AG2R La Mondiale), Olivier Le Gac (FDJ), Jean-Marc Bideau (Fortuneo-Vital Concept), Romain Combaud (Delko-Marseille Provence-KTM), Simone Andreetta (Bardiani CSF), Jack Bauer (Cannondale) et Matej Mohorič (Lampre-Merida). Dans le peloton, les équipes de sprinteurs, telles que Katusha, Trek-Segafredo et Cofidis, prennent les choses en main et permettent de réduire l'écart avec l'échappée.
À 50 kilomètres de l'arrivée, les huit attaquants sont rejoints par la première partie du peloton, scindé en deux. Derrière, le reste du peloton n'arrivera jamais à établir la jonction. Dans ce nouveau groupe qui contient une trentaine de membres, quatre coureurs attaquent : Alexis Gougeard (AG2R La Mondiale), Guillaume Martin (Wanty-Groupe Gobert), Alberto Bettiol (Cannondale) et Oliver Naesen (IAM). Dans la côte de Marta, le Français est lâché par ses compagnons. En tête de course, lors du premier passage sur la ligne d'arrivée, les trois échappés comptent une minute d'avance sur un peloton roulant à vive allure pour reprendre les fuyards bien organisés. Guillaume Martin n'arrive pas à suivre le rythme dans la côte de Ty-Marrec et laisse ses compagnons s'en aller. Dans cette même difficulté, le champion olympique Greg Van Avermaet (BMC Racing) tente sa chance, suivi par l'ancien champion du monde Rui Costa (Lampre-Merida) mais ils sont repris par le peloton. Devant, le Belge et l'Italien continuent leur baroud et préparent leur sprint. Celui-ci est finalement remporté par Oliver Naesen, qui devance Alberto Bettiol. Le tenant du titre, Alexander Kristoff règle le sprint du peloton avec cinq secondes de retard sur le vainqueur.

## Classements

### Classement final
| \| Classement général \| Classement général \| Classement général \| Classement général \| Classement général \| \| Coureur \| Coureur \| Pays \| Équipe \| Temps \| \| ------------------ \| -------------------- \| ------------------ \| --------------------- \| ------------------ \| \| 1er \| Oliver Naesen \| Belgique \| IAM Cycling \| 5 h 58 min 46 s \| \| 2e \| Alberto Bettiol \| Italie \| Cannondale-Drapac \| + 2 s \| \| 3e \| Alexander Kristoff \| Norvège \| Katusha \| + 5 s \| \| 4e \| Michael Matthews \| Australie \| Orica-BikeExchange \| + 5 s \| \| 5e \| John Degenkolb \| Allemagne \| Giant-Alpecin \| + 5 s \| \| 6e \| Maciej Paterski \| Pologne \| CCC Sprandi Polkowice \| + 5 s \| \| 7e \| Daniel Hoelgaard \| Norvège \| FDJ \| + 5 s \| \| 8e \| Giacomo Nizzolo \| Italie \| Trek-Segafredo \| + 5 s \| \| 9e \| Matteo Trentin \| Italie \| Etixx-Quick Step \| + 5 s \| \| 10e \| Edvald Boasson Hagen \| Norvège \| Dimension Data \| + 5 s \| |                      |           |                       |                 |
| |                      |           |                       |                 |
| Source : ProCyclingStats |                      |           |                       |                 |
| Classement général |                      |           |                       |                 |
| Coureur | Coureur              | Pays      | Équipe                | Temps           |
| 1er | Oliver Naesen        | Belgique  | IAM Cycling           | 5 h 58 min 46 s |
| 2e | Alberto Bettiol      | Italie    | Cannondale-Drapac     | + 2 s           |
| 3e | Alexander Kristoff   | Norvège   | Katusha               | + 5 s           |
| 4e | Michael Matthews     | Australie | Orica-BikeExchange    | + 5 s           |
| 5e | John Degenkolb       | Allemagne | Giant-Alpecin         | + 5 s           |
| 6e | Maciej Paterski      | Pologne   | CCC Sprandi Polkowice | + 5 s           |
| 7e | Daniel Hoelgaard     | Norvège   | FDJ                   | + 5 s           |
| 8e | Giacomo Nizzolo      | Italie    | Trek-Segafredo        | + 5 s           |
| 9e | Matteo Trentin       | Italie    | Etixx-Quick Step      | + 5 s           |
| 10e | Edvald Boasson Hagen | Norvège   | Dimension Data        | + 5 s           |

### UCI World Tour
La Bretagne Classic Ouest-France attribue des points pour l'UCI World Tour 2016, par équipes uniquement aux équipes ayant un label WorldTeam, individuellement uniquement aux coureurs des équipes ayant un label WorldTeam.
| Position           | 1er | 2e | 3e | 4e | 5e | 6e | 7e | 8e | 9e | 10e |
| Classement général | 80  | 60 | 50 | 40 | 30 | 22 | 14 | 10 | 6  | 2   |

Ci-dessous, le classement individuel, le classement par pays, le classement par équipes de l'UCI World Tour à l'issue de la course.
| Rang | Coureur            | Équipe           | Points |
| ---- | ------------------ | ---------------- | ------ |
| 1    | Peter Sagan        | Tinkoff          | 445    |
| 2    | Nairo Quintana     | Movistar         | 407    |
| 3    | Christopher Froome | Sky              | 396    |
| 4    | Richie Porte       | BMC Racing       | 394    |
| 5    | Alejandro Valverde | Movistar         | 357    |
| 6    | Alberto Contador   | Tinkoff          | 337    |
| 7    | Romain Bardet      | AG2R La Mondiale | 314    |
| 8    | Daniel Martin      | Etixx-Quick Step | 280    |
| 9    | Vincenzo Nibali    | Astana           | 241    |
| 10   | Ion Izagirre       | Movistar         | 240    |

| Rang | Pays        | Points |
| ---- | ----------- | ------ |
| 1    | Espagne     | 1 275  |
| 2    | Colombie    | 1 015  |
| 3    | France      | 941    |
| 4    | Royaume-Uni | 873    |
| 5    | Australie   | 838    |
| 6    | Belgique    | 720    |
| 7    | Italie      | 611    |
| 8    | Pays-Bas    | 594    |
| 9    | Slovaquie   | 445    |
| 10   | Suisse      | 397    |

| Rang | Équipe             | Points |
| ---- | ------------------ | ------ |
| 1    | Movistar           | 1 152  |
| 2    | Tinkoff            | 1 046  |
| 3    | Sky                | 1 019  |
| 4    | BMC Racing         | 911    |
| 5    | Katusha            | 786    |
| 6    | Etixx-Quick Step   | 734    |
| 7    | Orica-BikeExchange | 638    |
| 8    | Trek-Segafredo     | 531    |
| 9    | FDJ                | 468    |
| 10   | Lotto-Soudal       | 459    |